# Rizki Yanu Kresnayandi
Rizki Yanu Kresnayandi (* 25. Januar 1989 in Magelang) ist ein indonesischer Badmintonspieler. 

## Karriere
Rizki Yanu Kresnayandi wurde 2008 Zweiter bei den Laos International. 2009 siegte er bei den Giraldilla International, 2010 bei den Singapur International. 2011 stand er im Viertelfinale der Vietnam International.

## Sportliche Erfolge
| Saison | Veranstaltung               | Disziplin    | Platz | Name                                    |
| ------ | --------------------------- | ------------ | ----- | --------------------------------------- |
| 2007   | Junioren-Asienmeisterschaft | Team         | 3     | Indonesia                               |
| 2008   | Laos International          | Herrendoppel | 2     | Albert Saputra / Rizki Yanu Kresnayandi |
| 2008   | Malaysia International      | Herrendoppel | 5     | Albert Saputra / Rizki Yanu Kresnayandi |
| 2009   | Giraldilla International    | Herrendoppel | 1     | Albert Saputra / Rizki Yanu Kresnayandi |
| 2010   | Singapur International      | Herrendoppel | 1     | Albert Saputra / Rizki Yanu Kresnayandi |
| 2010   | Indonesia International     | Herrendoppel | 3     | Albert Saputra / Rizki Yanu Kresnayandi |
| 2011   | Vietnam International       | Herrendoppel | 5     | Albert Saputra / Rizki Yanu Kresnayandi |